# Merlines
Merlines é uma comuna francesa na região administrativa da Nova Aquitânia, no departamento de Corrèze. Estende-se por uma área de 14,07 km². Em 2010 a comuna tinha 731 habitantes (densidade: 52 hab./km²).